# Charbielin (województwo opolskie)
Charbielin (daw. Ludwików, niem. Ludwigsdorf) – wieś w Polsce, położona w województwie opolskim, w powiecie nyskim, w gminie Głuchołazy. Historycznie leży na Dolnym Śląsku, na ziemi nyskiej. Położona jest na pograniczu Gór Opawskich i Obniżenia Prudnickiego, będącego częścią Niziny Śląskiej. Przepływa przez nią rzeka Prudnik.
W latach 1975–1998 miejscowość należała administracyjnie do ówczesnego województwa opolskiego.
Według danych na 2011 wieś była zamieszkana przez 843 osoby.

## Geografia
Wieś jest położona w południowo-zachodniej Polsce, w województwie opolskim, około 6 km od granicy z Czechami, częściowo na Obniżeniu Prudnickim, w granicach otuliny Parku Krajobrazowego Góry Opawskie, tuż przy granicy gminy Głuchołazy z gminą Prudnik. Należy do Euroregionu Pradziad. Przez granice administracyjne wsi przepływa rzeka Prudnik, która swoje źródła w pobliskim Konradowie. Leży na wysokości 313–320 m n.p.m. Typowa wieś typu ulicowego.
Do sołectwa Charbielin należy osada Osiedle Pionierów.
W Charbielinie panuje klimat umiarkowany ciepły. Średnia temperatura roczna wynosi +7,7 °C. Duże zróżnicowanie dotyczy termicznych pór roku. Średnie roczne opady atmosferyczne w rejonie Charbielina wynoszą 624 mm. Dominują wiatry zachodnie.

## Historia

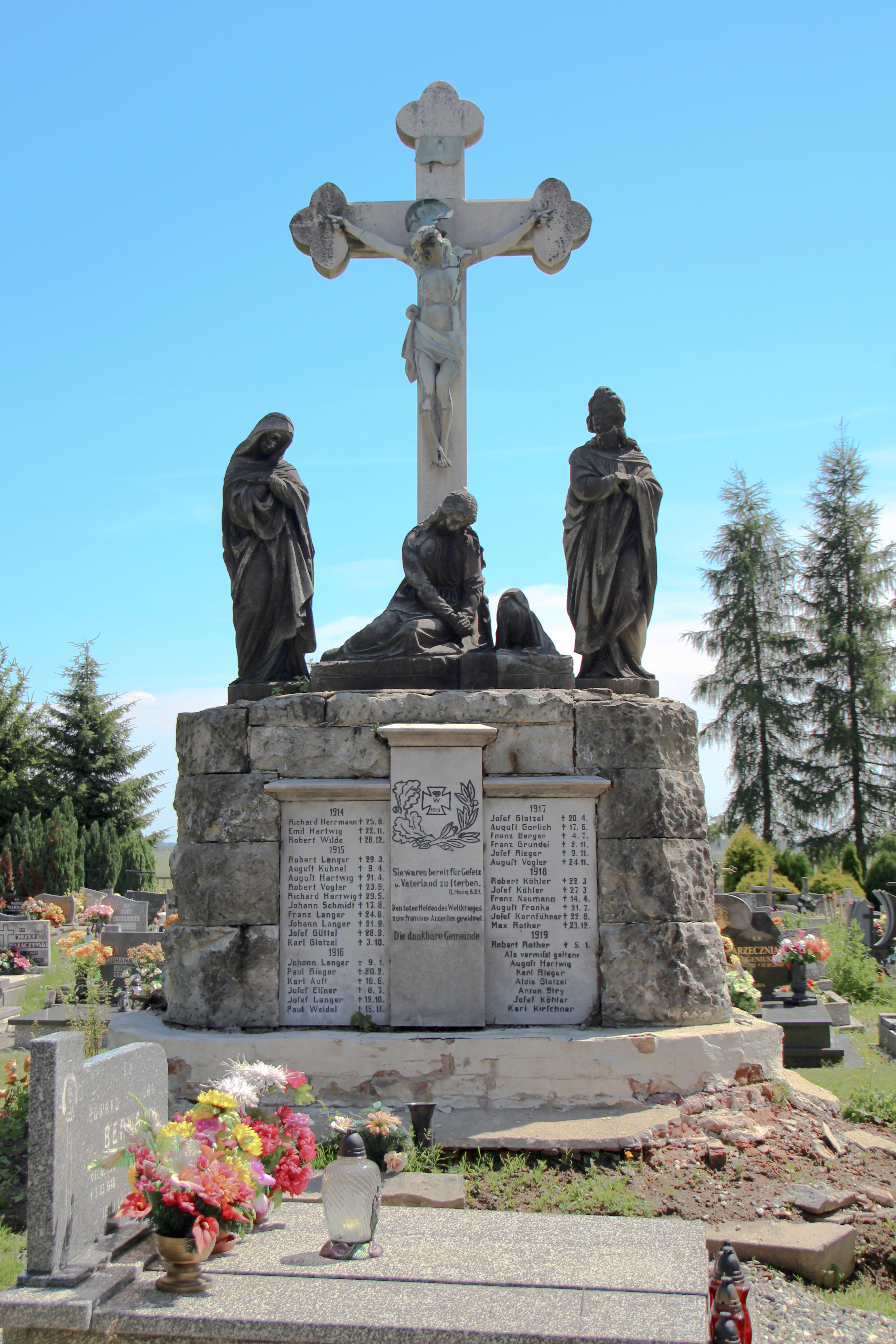
Pomnik ofiar I wojny światowej

Po raz pierwszy wieś wzmiankowana była w dokumencie z roku 1263 jako villa Ludvigi, a potem w 1268 jako Ludwigsdorff (wieś Ludwika). Przypuszczalnie założona została w czasie kolonizacji tych terenów przez biskupa wrocławskiego Tomasza II, być może w miejscu dawnej przesieki sudeckiej. Nie jest jednak wykluczone, że wieś mogli założyć Morawianie, do których należały wówczas tereny dzisiejszego Prudnika.
Charbielin do XIX wieku, dzielił się na trzy części: rycerską, królewską i biskupią. Do roku 1506 wieś należała do parafii Nowy Las, co podobno miało być konsekwencją zniszczenia tutejszego kościoła przez husytów w drodze z Prudnika do Głuchołaz w roku 1428. Wieś wielokrotnie była grabiona i niszczona również podczas kolejnych wojen, w tym głównie wojny trzydziestoletniej i pierwszej wojny śląskiej w latach 1741–1742. Z zachowanych dokumentów wynika, że w Charbielinie zimą roku 1683-1684 kwaterowała część oddziałów księcia Lubomirskiego, które właśnie tędy powracały po odsieczy wiedeńskiej.
Szkoła powszechna istniała we wsi już w roku 1709. Przed II wojną światową w Charbielinie były: 3 gospody, kasa oszczędnościowa i cegielnia.
W styczniu 1945 przez wieś przebiegał szlak tzw. marszu śmierci, czyli pieszej ewakuacji więźniów KL Auschwitz. W okolicy Charbielina wielu więźniów straciło życie, 11 jest pochowanych w zbiorowej mogile na miejscowym cmentarzu parafialnym.
Wiosną 1945 rejon Charbielina stał się miejscem zaciętych walk. W celu wzmocnienia broniących się tam wojsk niemieckich, do walk na północ od podnóża Sudetów aż poza linię Białej Głuchołaskiej, wprowadzono oddział zaporowy. Zgromadzonymi dodatkowo siłami obsadzono rubież wzdłuż drogi: Nysa – Hajduki Nyskie – Stary Las- Charbielin-Czapka (wzgórze na wschód od Głuchołaz). W trakcie późniejszych walk udało im się m.in. między Charbielinem a Wierzbcem rozbić 12 rosyjskich czołgów. Oddziały Armii Czerwonej zajęły Charbielin w trzeciej dekadzie marca 1945 i ukształtowana wówczas linia frontu, między Charbielinem a Głuchołazami, przebiegała do początku maja (końca wojny).
Przybyli tutaj w maju i czerwcu pierwsi polscy repatrianci, często ulegali wypadkom na skutek wybuchu niewypałów. Rejon Charbielina był bowiem częścią szerokiego pasa pól minowych, które broniły od południa twierdzę Nysa.
W latach 1945–1950 Charbielin należał do województwa śląskiego, a od 1950 do województwa opolskiego.
W latach 70. XX wieku wybudowano w Charbielinie nowe osiedle mieszkaniowe, przeznaczone głównie dla pracowników tamtejszego PGR-u. Po reformie administracyjnej w 1999 mieszkańcy Charbielina wyrazili chęć przyłączenia wsi do gminy Prudnik i powiatu prudnickiego.

## Zabytki
Do wojewódzkiego rejestru zabytków wpisane są:
- kościół filialny pw. Ścięcia św. Jana Chrzciciela. Wzmiankowany w 1302 r. Przebudowany na przełomie XV/XVI w., z tej świątyni zachowały się być może fragmenty murów przyziemia. Obecny wzniesiony w 1780 r., spalony w czasie działań wojennych w 1945 r. odbudowany w 1958 r., barokowo-klasycystyczny o zatartych cechach stylowych na zewnątrz. W 2000 r. przystąpiono do remontu 10-metrowej wieży kościelnej, której przyziemie pochodzi z przełomu XV/XVI w.
- zbiorowa mogiła ofiar hitlerowskich, na cmentarzu rzymskokatolickim.

Inne zabytki:
- pomnik wybudowany po I wojnie światowej z nazwiskami mieszkańców wsi poległych podczas tej wojny, znajdujący się na środku przykościelnego cmentarza.

## Gospodarka
Wieś ma charakter rolniczo-mieszkaniowy i turystyczno-wypoczynkowy. We wsi funkcjonują: warsztat samochodowy, budowlany, stolarskie, rzeźnia i piekarnia, dwa sklepy spożywcze, bar i pizzeria. Działają Ludowy Zespół Sportowy, Ochotnicza Straż Pożarna, Stowarzyszenie Rozwoju Wsi Charbielin.

## Transport
Transport autobusowy w Charbielinie obsługiwany był przez PKS Prudnik. W 2004 prudnicki PKS został sprywatyzowany z udziałem Connex Polska. W 2008, w wyniku połączenia spółek PKS Connex Prudnik i PKS Connex Kędzierzyn-Koźle, utworzona została spółka Veolia Transport Opolszczyzna, w 2013 przejęta przez Arriva Bus Transport Polska. W 2019 Arriva wycofała się z Prudnika. Wówczas organizacją przewozów pasażerskich w Charbielinie i okolicy zajęły się ościenne PKS-y. W grudniu 2021 powołano Powiatowo-Gminny Związek Transportu „Pogranicze”, mający na celu poprawę jakości transportu.

## Turystyka
15 lipca 2010, w ramach organizowanego w Prudniku VI Europejskiego Tygodnia Turystyki Rowerowej, w którym wzięli udział rowerzyści z całej Europy, przez Charbielin prowadziła trasa „Szlakiem błogosławionej Marii Luizy Merkert”.

## Galeria

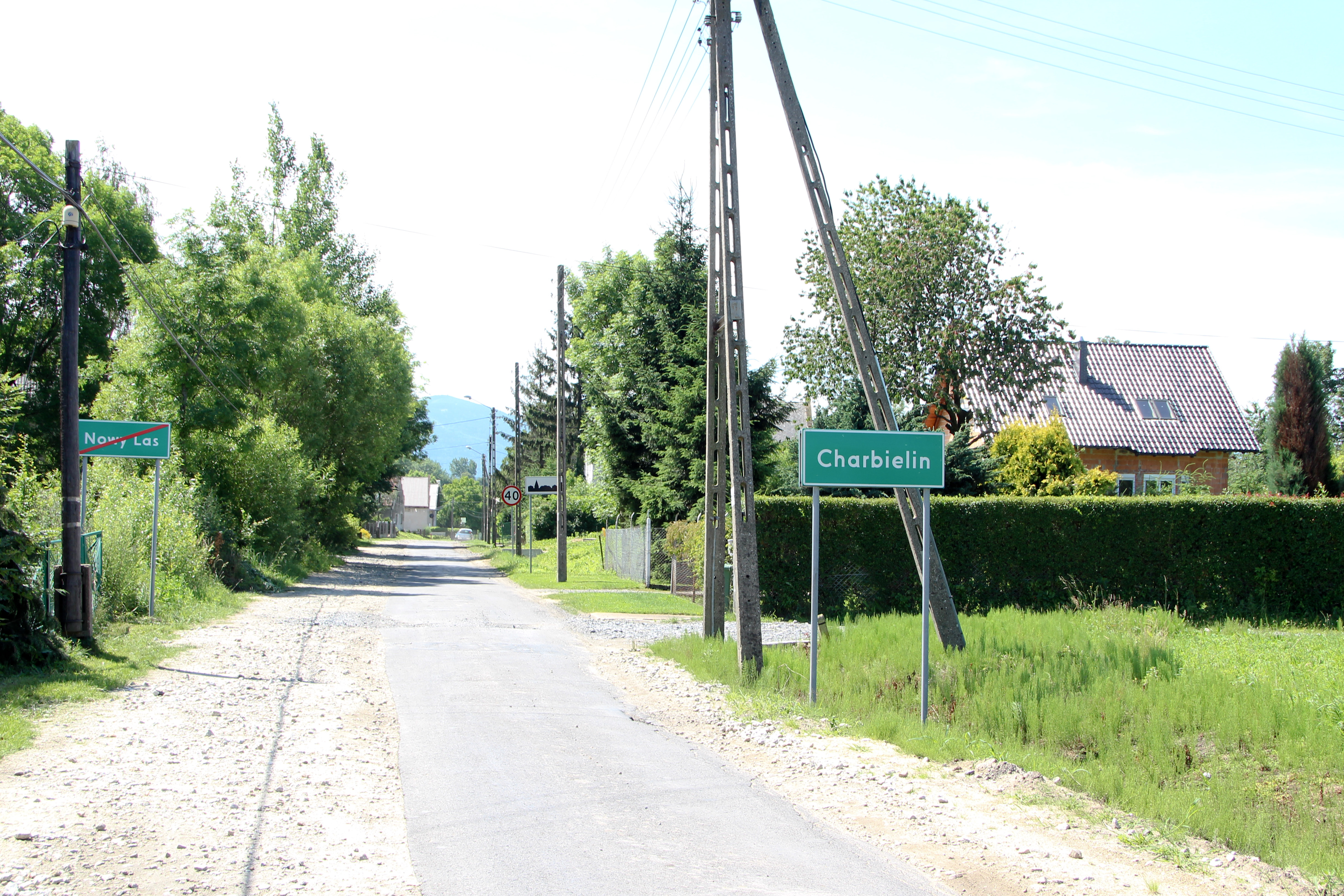
Wjazd do Charbielina od strony Nowego Lasu
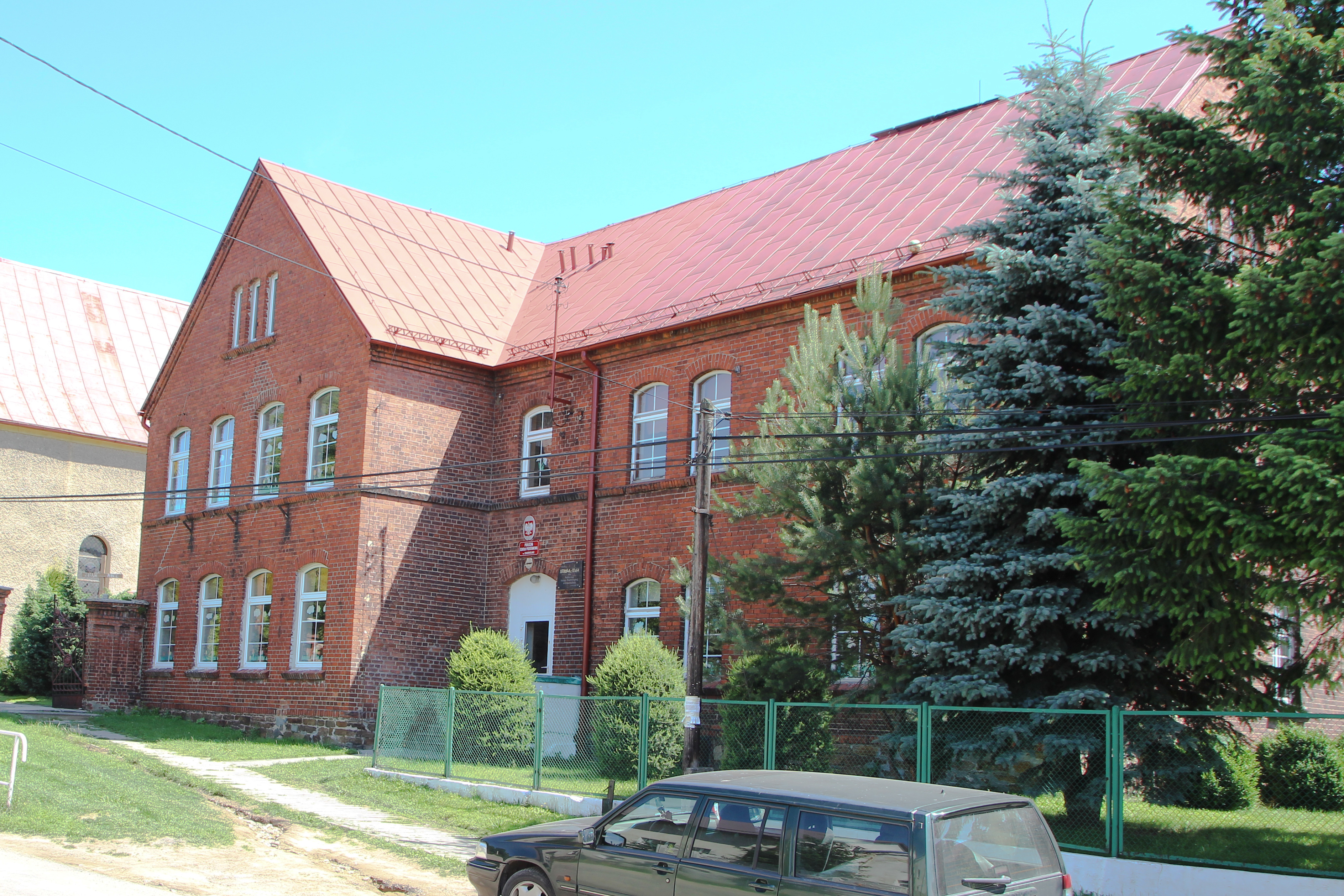
Szkoła podstawowa
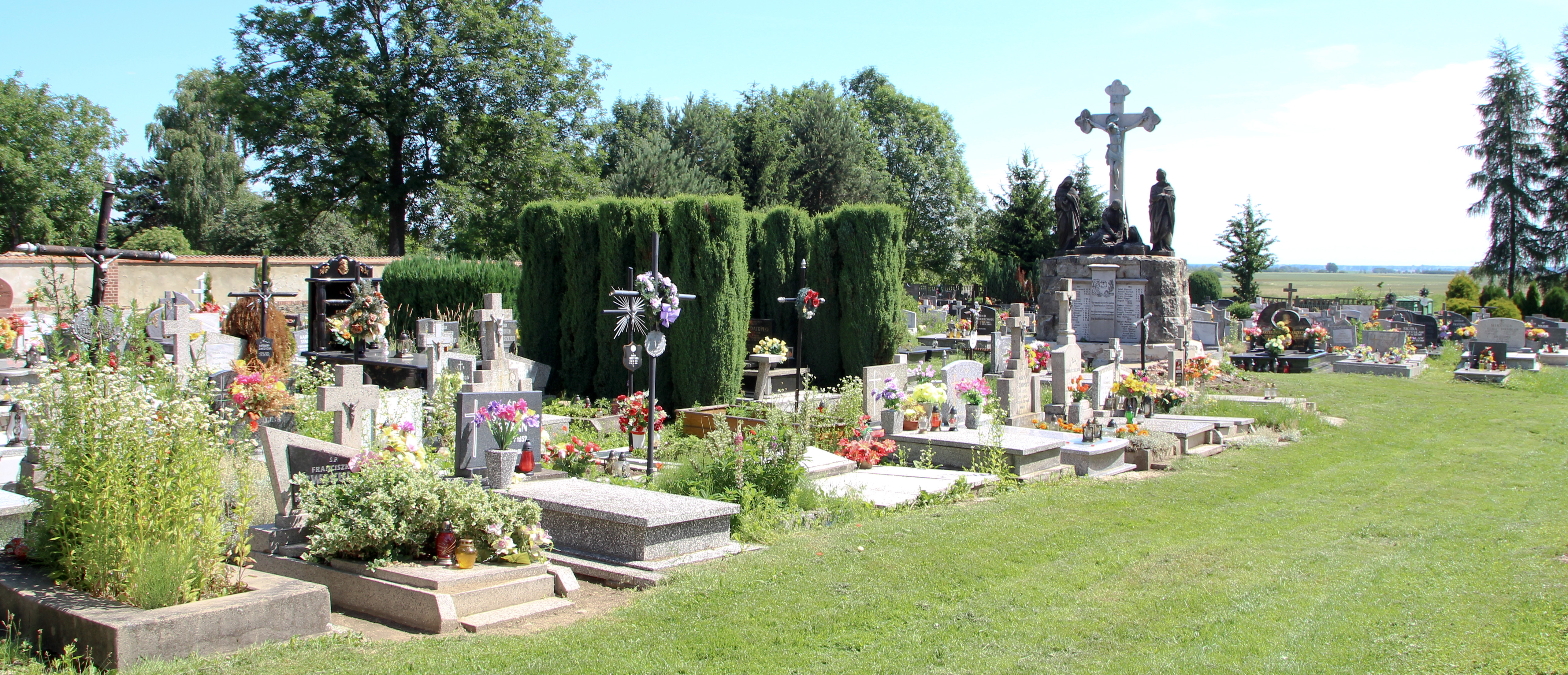
Cmentarz
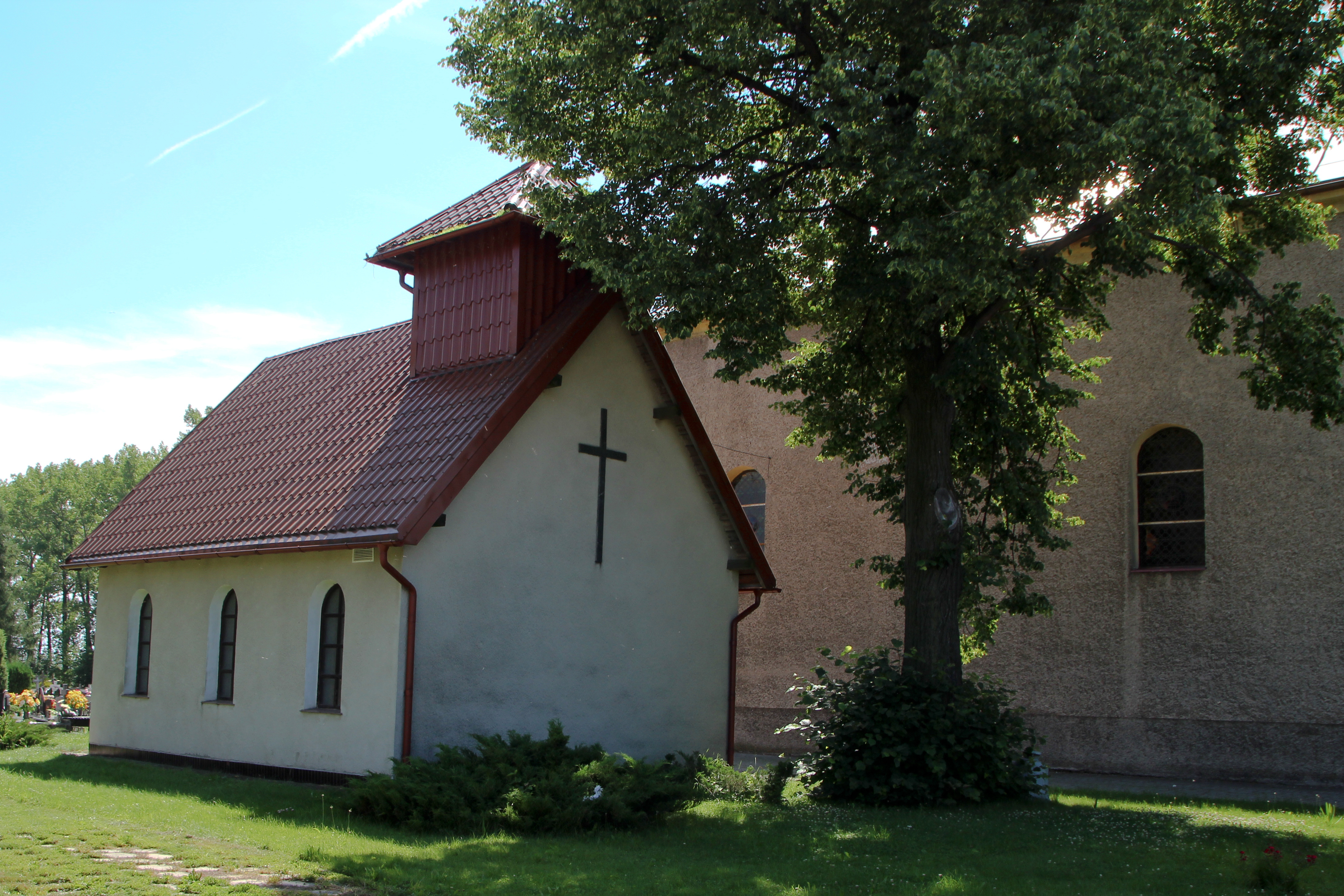
Kaplica